# Kina na Olimpijskim igrama 2016.
Kina je nastupila na Ljetnim olimpijskim igrama 2016. u Brazilu, od 5. do 21. kolovoza. 

## Boks
| Natjecatelj | Klasa    | Šesnaestina finala | Osmina finala      | Četvrtina finala   | Polufinale         | Finale             | Finale |
| Natjecatelj | Klasa    | Protivnik Rezultat | Protivnik Rezultat | Protivnik Rezultat | Protivnik Rezultat | Protivnik Rezultat | Mjesto |
| ----------- | -------- | ------------------ | ------------------ | ------------------ | ------------------ | ------------------ | ------ |
| Lv Bin      | Polumuha |                    |                    |                    |                    |                    |        |

## Jedrenje
Pet kineskih jedriličara se kvalificiralo za OI 2016. na Svjetskom prvenstvu u jedrenju 2014.
- Muški - RS:X
- Ženski - RS:X
- Ženski - Laser Radial
- Ženski dvojac - 470

## Streljaštvo
Devet kineskih streljača se kvalificiralo za OI 2016. na Svjetskom prvenstvu u streljaštvu 2014.
- Muški - puška 50m trostav
- Muški - puška 10m (2 mjesta)
- Muški - pištolj 50m
- Muški - zračni pištolj 10m
- Žene - puška trostav 50m
- Žene - zračna puška 10m (2 mjesta)
- Žene - pištolj 25m